# Комерег ап Мейриг
Комерег (валл. Comereg, лат. Comericius) - сын короля Гвента - Мейрига ап Теудрига. 
В «Книге Лландафа» он фигурирует в ряду епископов, которые, как предполагается, возглавляли кафедру Лландава. Он один из нескольких, стоящих между Эутогуи и Бертуином. Таким образом, Инабуи, Гуртогуи, Элхеарн и Гвернабуи, которые все были учениками Дубриция, стали свидетелями деяний во времена Комерега. В двух хартиях он описан как Аббат Мохроса, когда епископом был Инабуи, а королём Эргинга зовут Гурган. Мохрос теперь ныне именуется Мокасом в Херефордшире (Энергинг - часть Эргинга). В другой хартии, где упоминается Атруис, как король Гвента, Комерег фигурирует уже как епископ, видимо Гвента и Эргинга